# Gouden Straatjes (Haarlem)

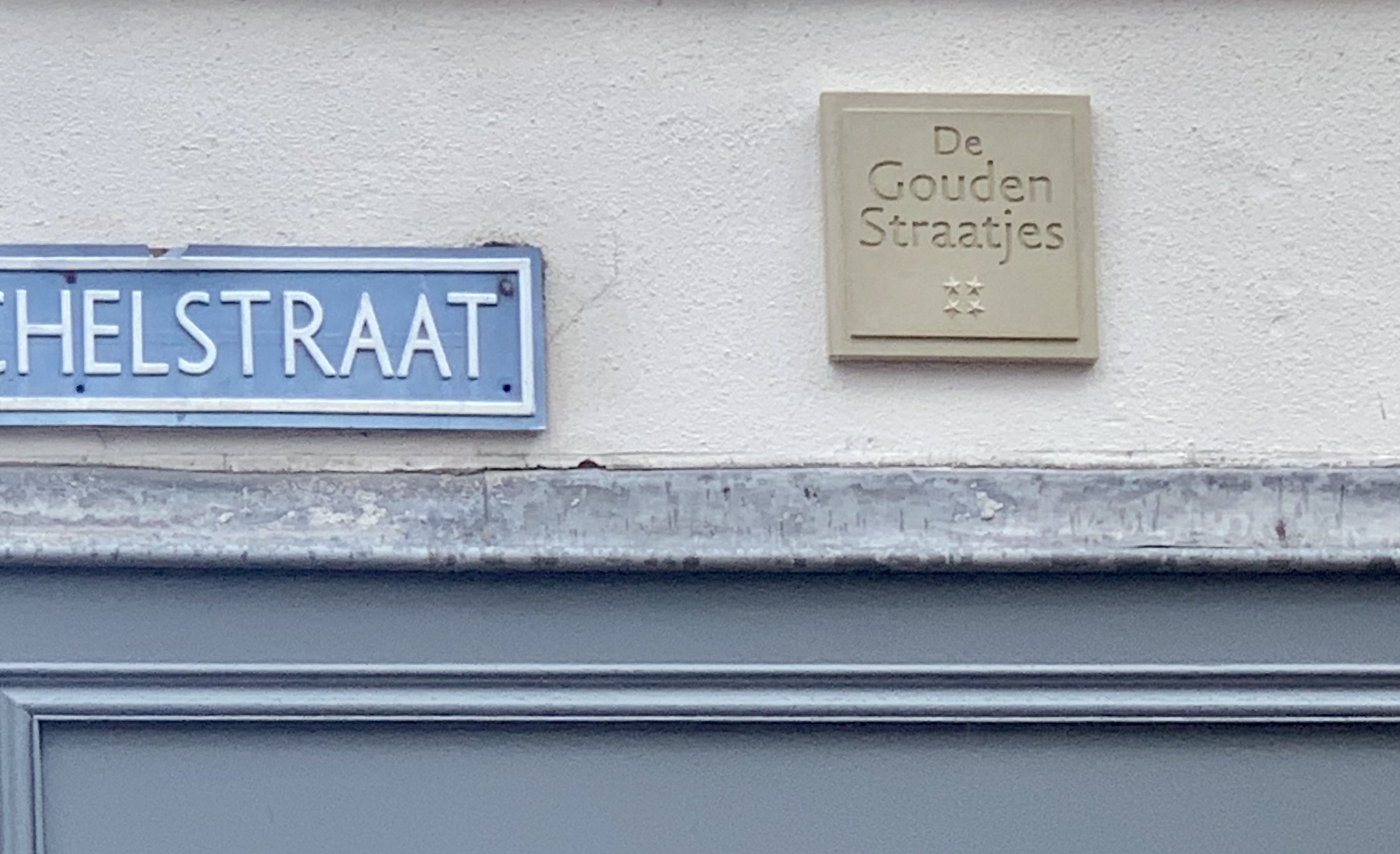
Gevelsteen van De Gouden Straatjes in de Schagchelstraat

De Gouden Straatjes is een stadsmarketingterm voor een bundeling van zeven winkelstraten in Haarlem-Centrum. De verzameling bestaat uit de Kleine Houtstraat, Warmoesstraat, Schagchelstraat, Anegang, Gierstraat, Koningstraat en Zijlstraat. De naam De Gouden Straatjes verwijst naar de Gouden Eeuw, een tijd waarin de handel hoogtijdagen beleefde en Haarlem een van de belangrijkste handelssteden van Nederland was.
De straten liggen verspreid rond de Grote Markt van Haarlem, het centrale plein van de stad. In de straten zijn veelal zelfstandige en ambachtelijke winkels gevestigd, in tegenstelling tot de vele vestigingen van winkelketens in bijvoorbeeld de Grote Houtstraat en Barteljorisstraat.
Sinds juni 2018 zijn in alle zeven straten minimaal twee gevelstenen opgehangen om de bekendheid van het de straatjes te vergroten.
De Kleine Houtstraat, een van De Gouden Straatjes, is tweemaal verkozen tot “Leukste winkelstraat van Nederland”. Eenmaal in 2009 en nogmaals in 2010.

## Fotogalerij

De Anegang tussen 1953 en 1955
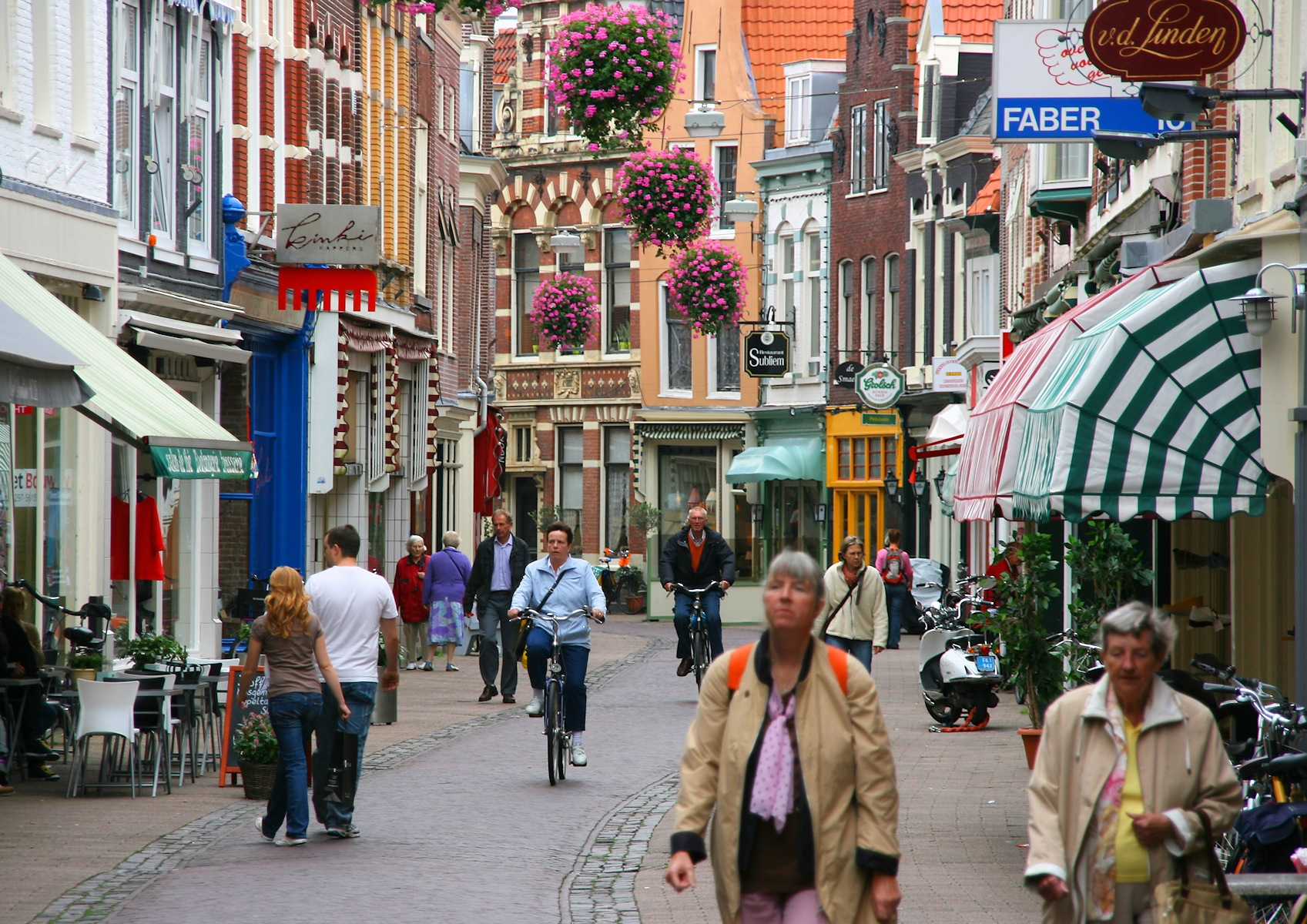
Kleine Houtstraat
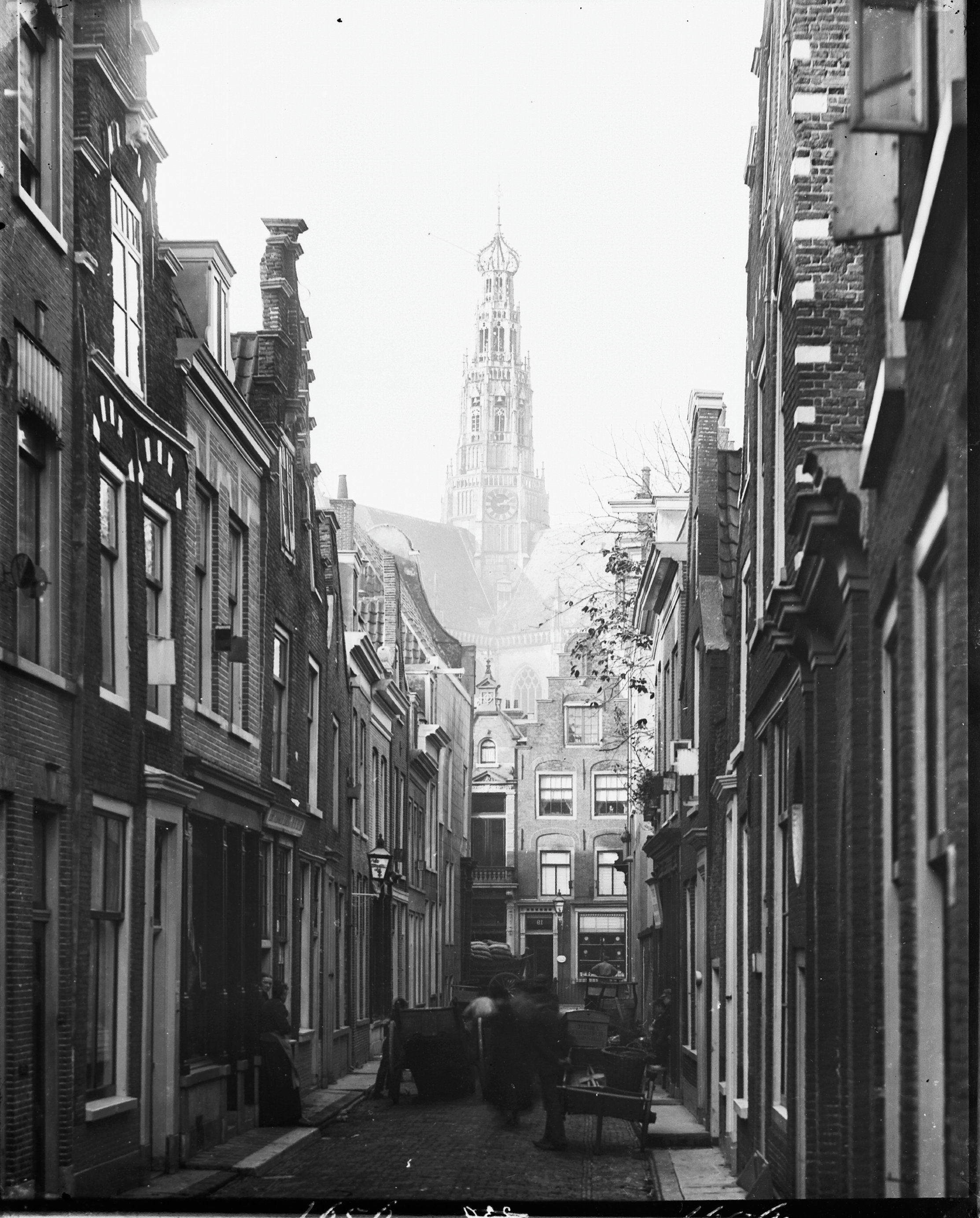
Schagchelstraat
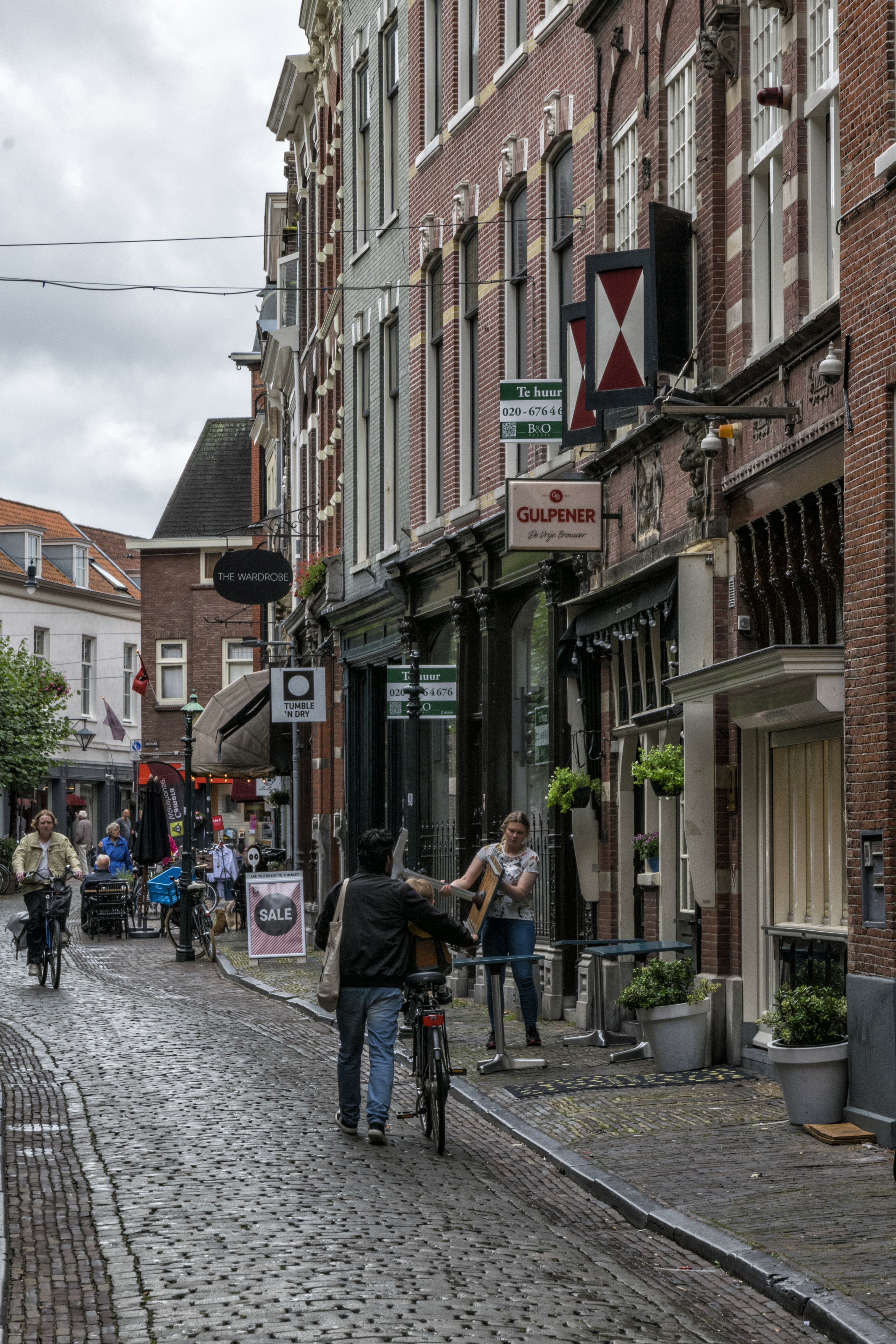
Warmoesstraat
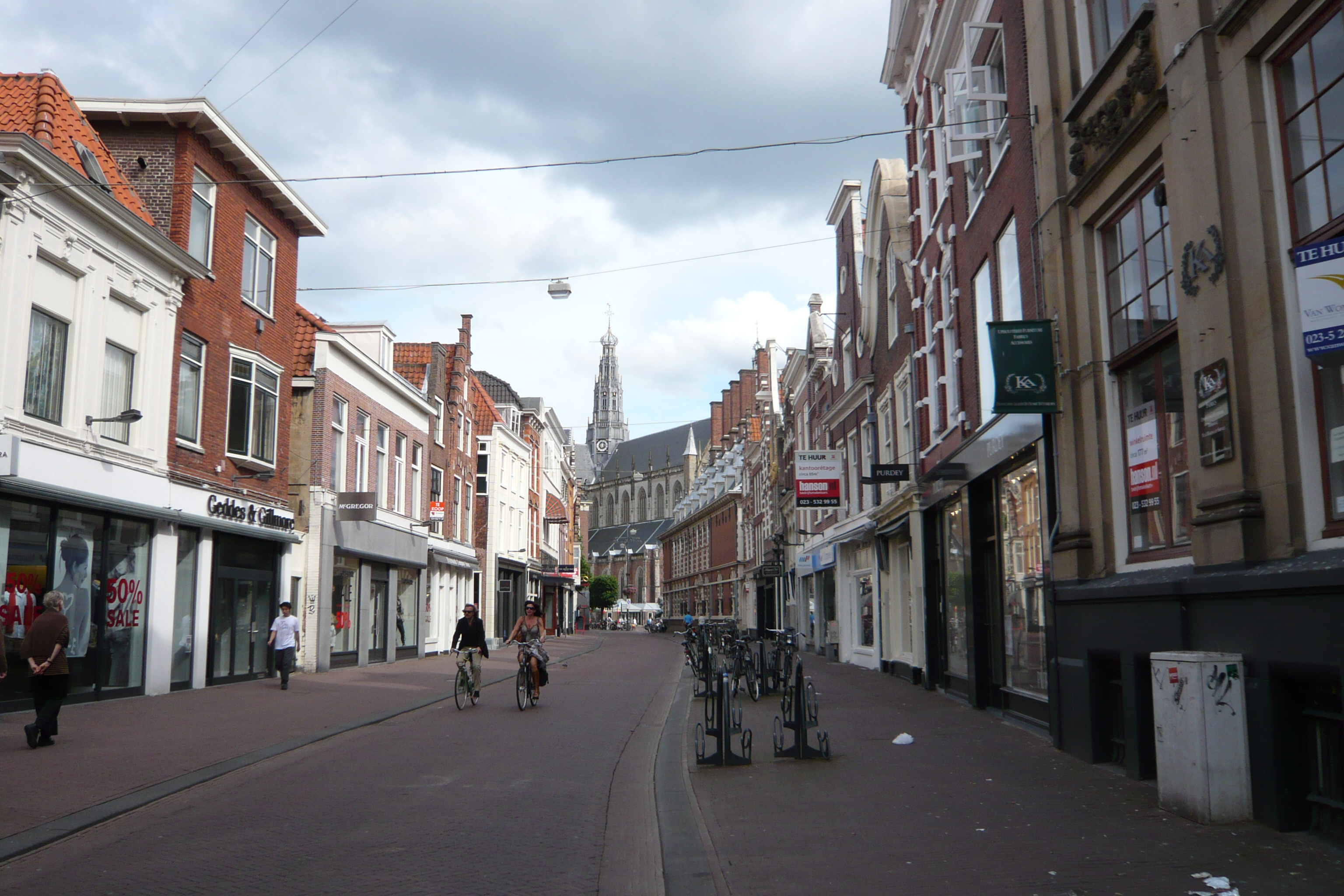
Zijlstraat